# Aglomeração de La Tuque
A Aglomeração de La Tuque é uma região equivalente a uma regionalidade municipal situada na região de Mauricie na província canadense de Quebec. Com uma área de mais de vinte e cinco mil quilómetros quadrados, tem, segundo dados de 2006, uma população de cerca de quinze mil pessoas sendo comandada pela cidade de La Tuque. Ela é composta por 3 subdivisões: 1 cidades e  2 municípios.

## Historia
A aglomeração de La Tuque sucedeu a municipalidade regional do Condado de Haut-Saint-Maurice. Este último foi criado em 1982, da parte do Condado de Champlain, de Quebec de Saint-Maurice e de Abitibi. Le Haut-Saint-Maurice foi dissolvido, durante a fusão de todos os municípios em 2003 para criar a cidade de La Tuque. Após o referendo na recriação de La Bostonnais e Lac-Édouard, a aglomeração de La Tuque foi criada para permitir que os municípios gerenciar em comum algumas competências.

## Subdivisões

### Cidade
- La Tuque

### Municípios
- La Bostonnais
- Lac-Édouard